# Santiagonus
Santiagonus is een monotypisch geslacht van kevers uit de familie van de klopkevers (Anobiidae).

## Soort
- Santiagonus gorhami Pic, 1903